# Catherine Barbaroux
Catherine Barbaroux (Parigi, 1º aprile 1949) è una politica francese.
Dall'8 maggio al 17 agosto 2017 ha ricoperto ad interim l'incarico di presidente del partito La République En Marche, succedendo al fondatore Emmanuel Macron, divenuto il 25º presidente della Repubblica francese.
| Controllo di autorità | VIAF (EN) 2034159234156803370900 |